# Beresan (Fluss)
Der Beresan (ukrainisch Березань) ist ein 49 km langer Zufluss zum Schwarzen Meer im Süden der Ukraine. Das Einzugsgebiet des Beresan beträgt 890 km² und sein Gefälle beträgt 1,5 m/ km. Der Küstenfluss hat eine Breite von 5 m und eine Tiefe von 1,2 bis 1,5 m.
Der Beresan entspringt bei dem Dorf Starooleksijiwka (Староолексіївка) im Rajon Wesselynowe in der Oblast Mykolajiw. Er durchfließt dann in einem trapezförmigen, 2 km breiten Tal den Westen der Oblast in Richtung Süden und bildet nach 49 Kilometern südlich von Netschajane (Нечаяне) im Rajon Mykolajiw den Beresan-Liman, der bei Otschakiw in das Schwarze Meer mündet.

## Nebenflüsse
Nebenflüsse des Beresan sind der von links zufließende Balka Kalistrowska (балка Калістровська) sowie der von rechts zufließende Balka Kotschakinska (балка Кочакінська).

## Geschichte
In der Antike lag der Fluss in Sarmatien und trug den Namen Sagaris. Am Beresan lag im 19. Jahrhundert der Kolonistenbezirk Beresan schwarzmeerdeutscher Kolonisten. Von 1809 bis 1820 wurden hier 7 katholische und 4 evangelische Mutterkolonien (Karlsruhe, Katharinental,  Landau, München, Rastatt, Rohrbach, Speyer, Sulz (heute zerstört), Waterloo und Worms) gegründet.